# Lutherovy památníky v Eislebenu a Wittenbergu
Lutherovy památníky v Eislebenu a Wittenbergu  je název německé památky světového kulturního dědictví UNESCO, která byla na seznam zapsána v roce 1996. Jak i vyplývá z názvu, jedná se o skupinu šesti budov ve městech Eisleben a Wittenberg (spolková země Sasko-Anhaltsko) spojených s životem Martina Luthera (1483–1546) a jeho následovníka Philippa Melanchthona (1497-1560). Jako místa rozhodujících událostí reformace mají mimořádný význam pro politický, kulturní a duchovní život západního světa.

## Přehled budov
| Kód dle UNESCO | Název                      | Město      | Přesné souřadnice                |
| -------------- | -------------------------- | ---------- | -------------------------------- |
| 783-001        | Lutherův rodný dům         | Eisleben   | 51°31′37″ s. š., 11°33′0″ v. d.  |
| 783-002        | Lutherův úmrtní dům        | Eisleben   | 51°31′41″ s. š., 11°32′40″ v. d. |
| 783-003        | Melanchthonův dům          | Wittenberg | 51°51′53″ s. š., 12°39′3″ v. d.  |
| 783-004        | Lutherův dům               | Wittenberg | 51°51′51″ s. š., 12°39′9″ v. d.  |
| 783-005        | Evangelický městský kostel | Wittenberg | 51°51′59″ s. š., 12°38′41″ v. d. |
| 783-006        | Evangelický zámecký kostel | Wittenberg | 51°51′59″ s. š., 12°38′17″ v. d. |

## Fotogalerie

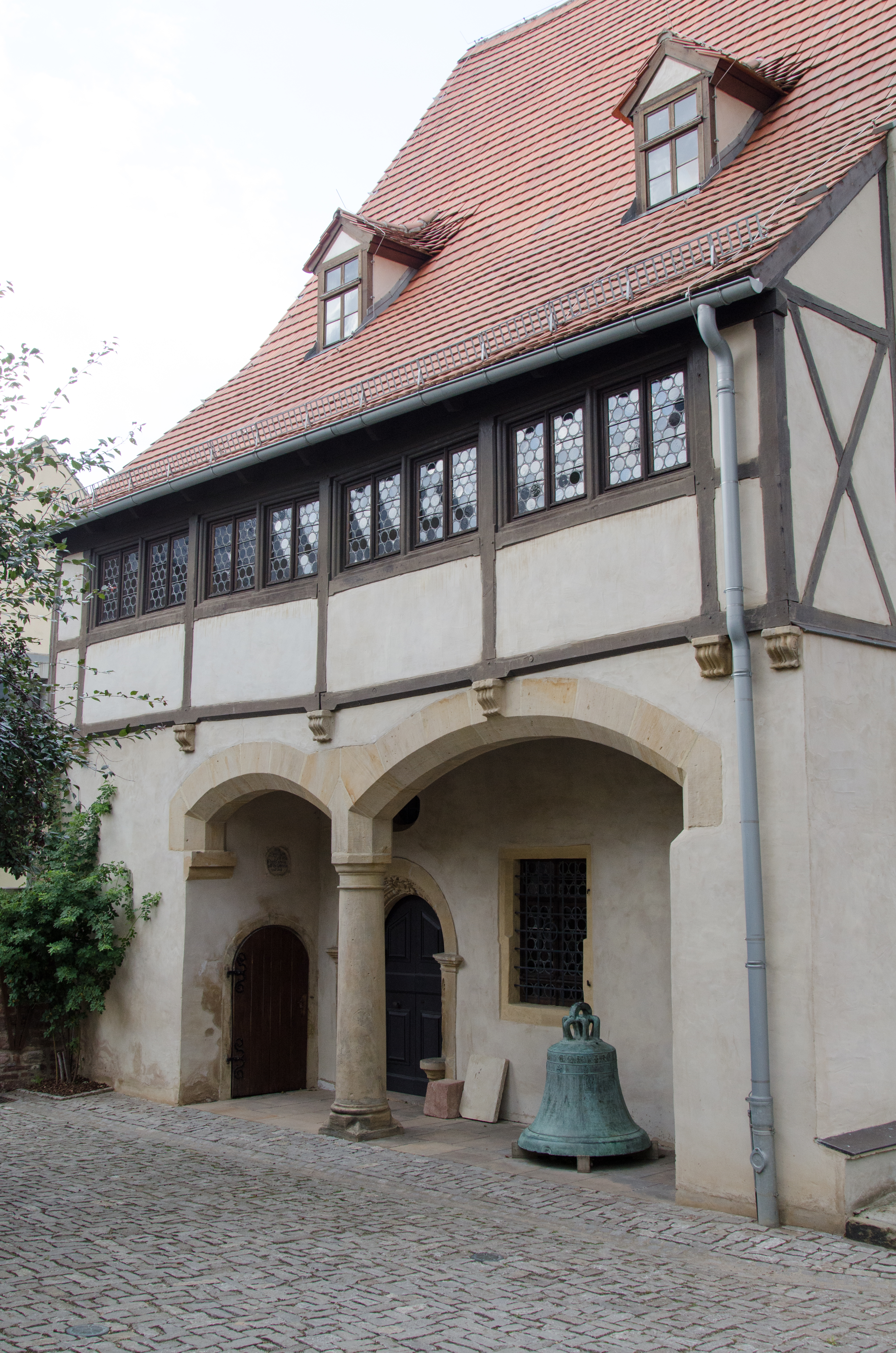
Lutherův rodný dům
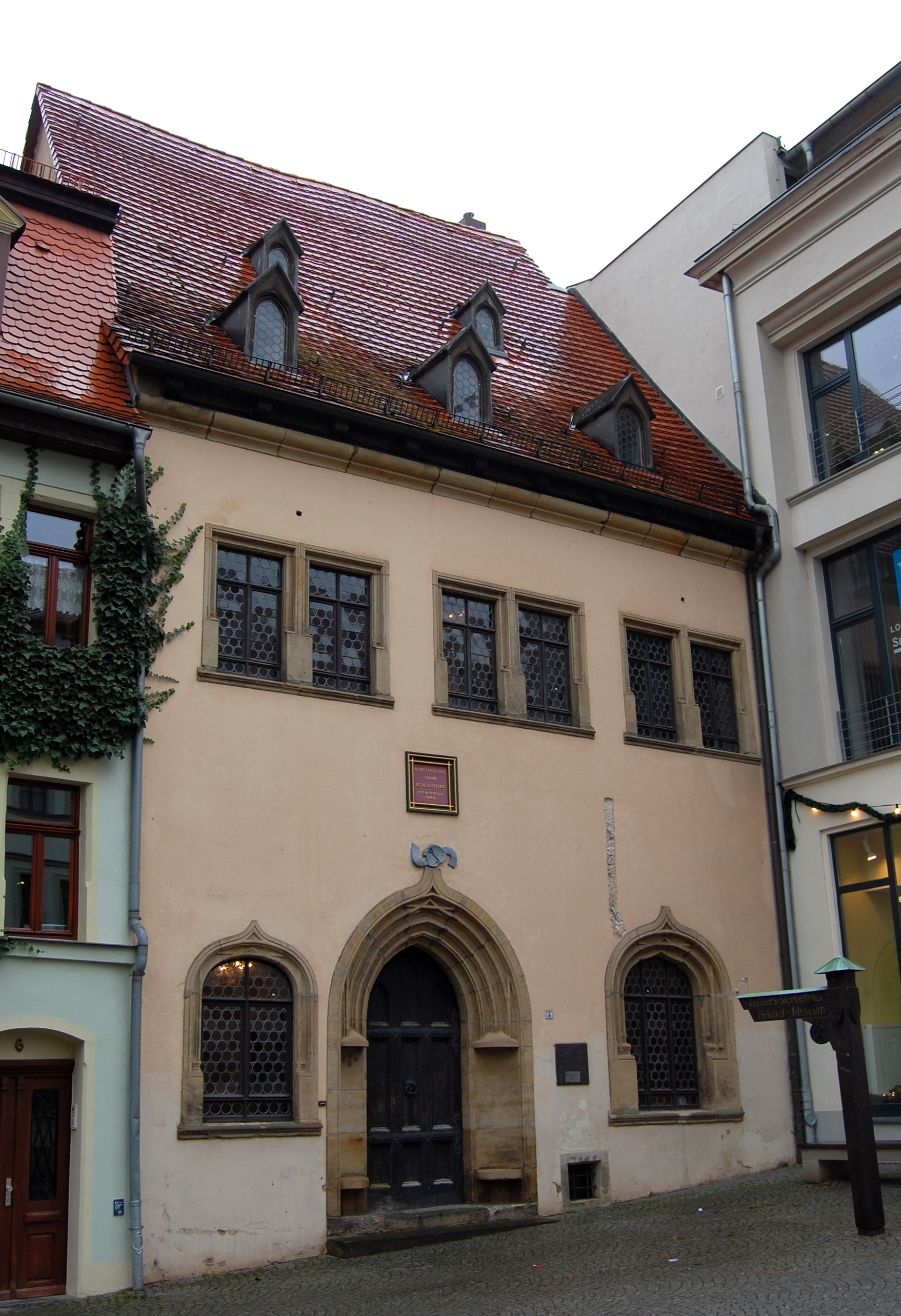
Lutherův úmrtní dům
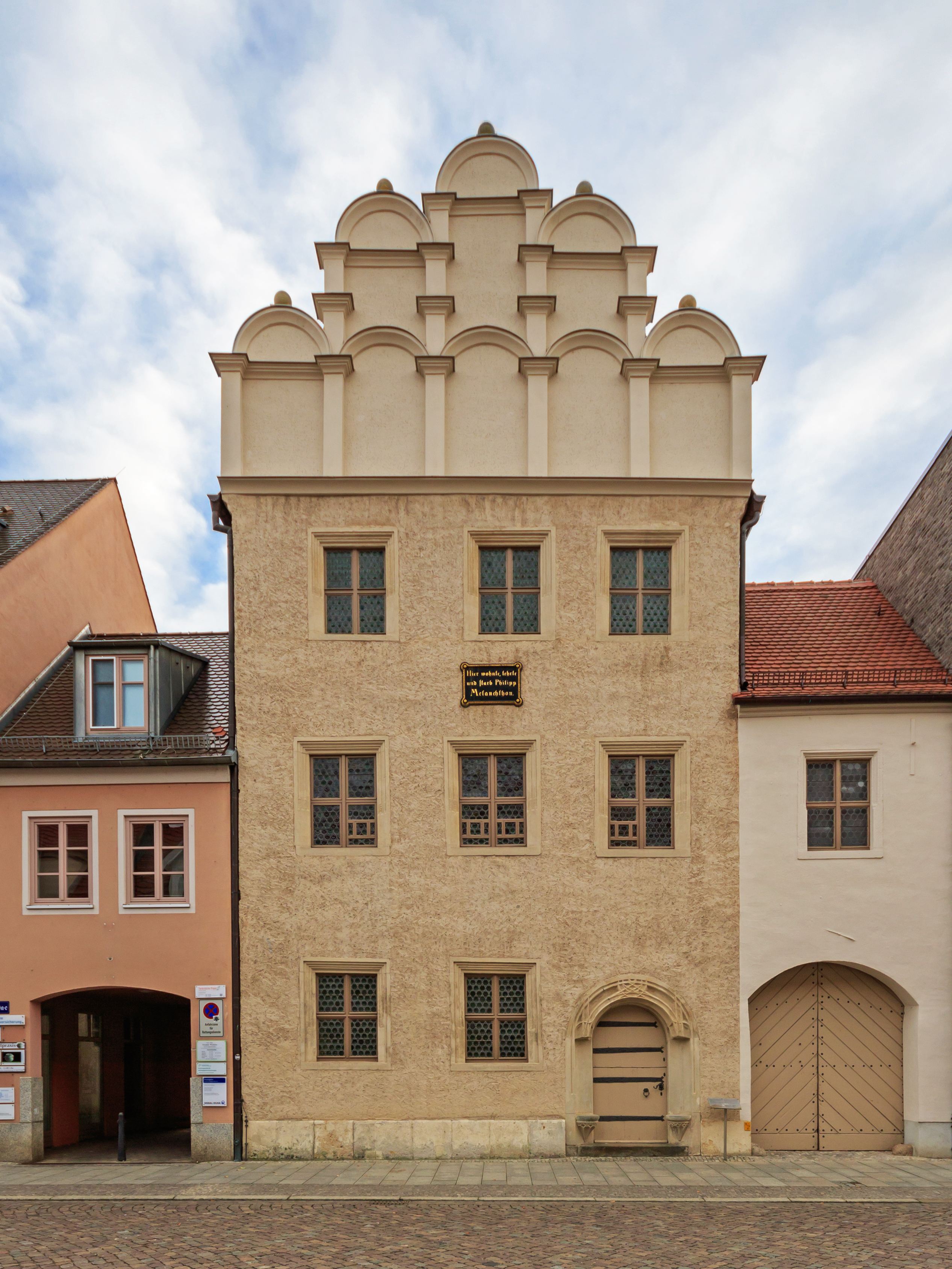
Melanchthonův dům
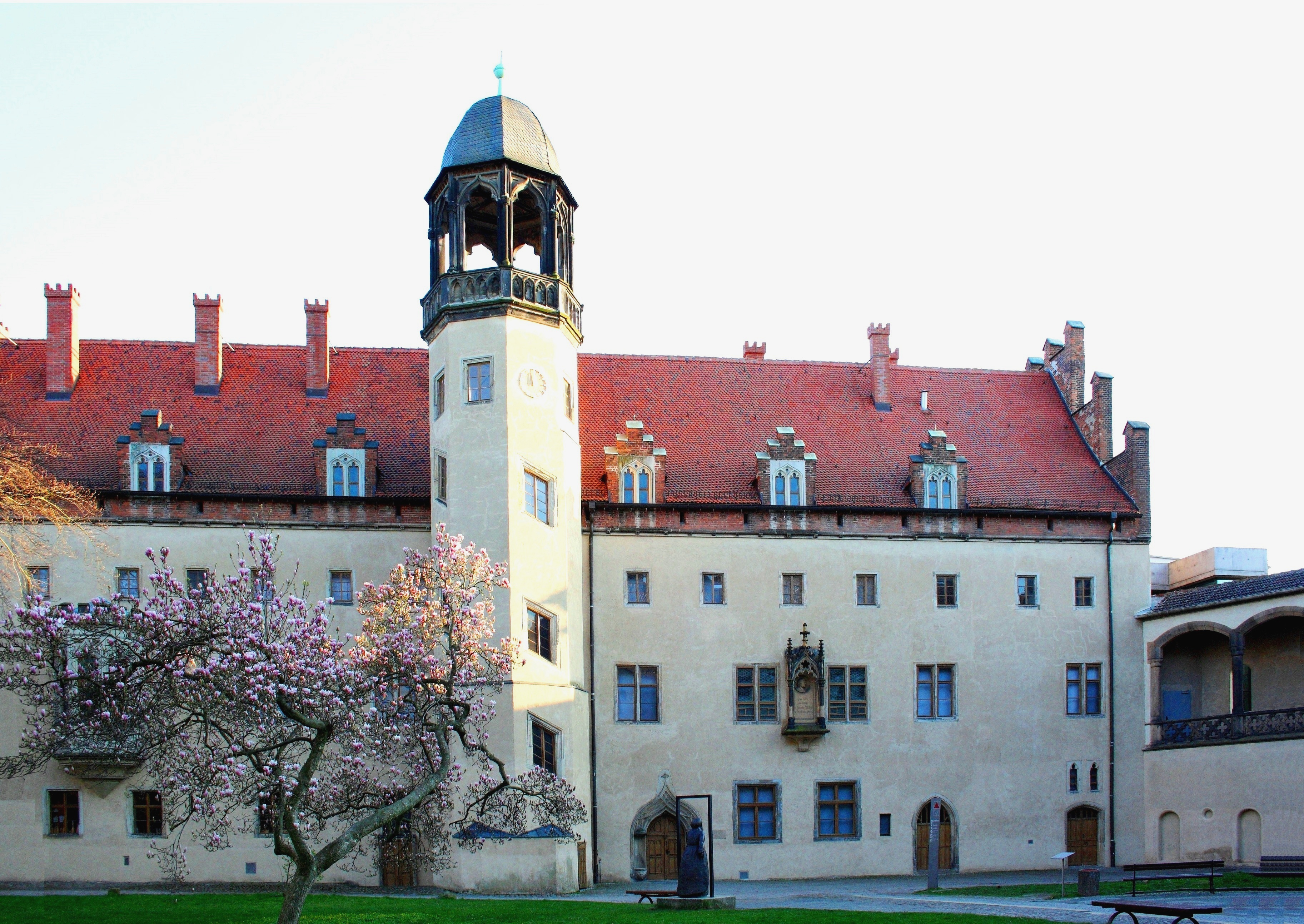
Lutherův dům
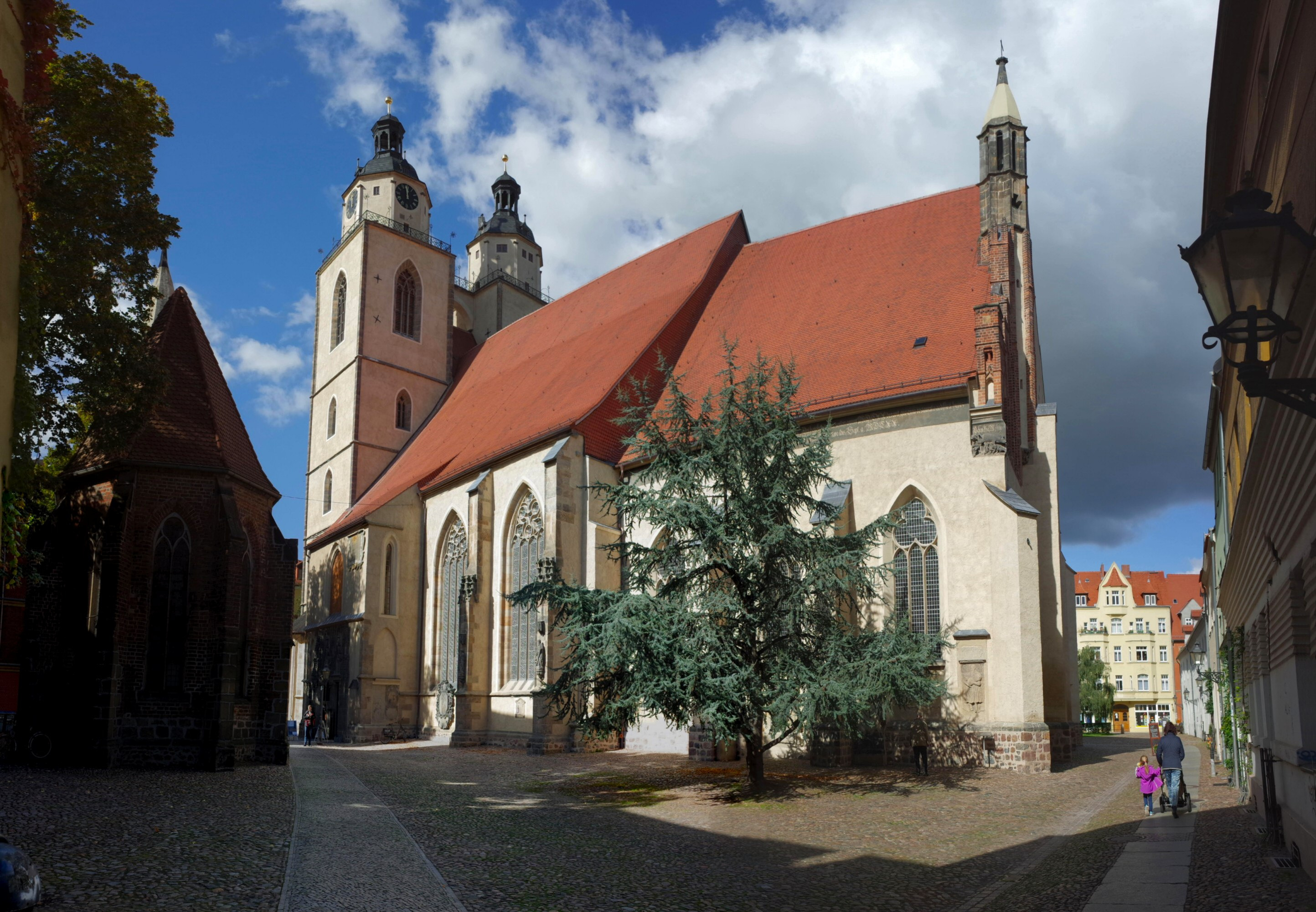
Evangelický městský kostel
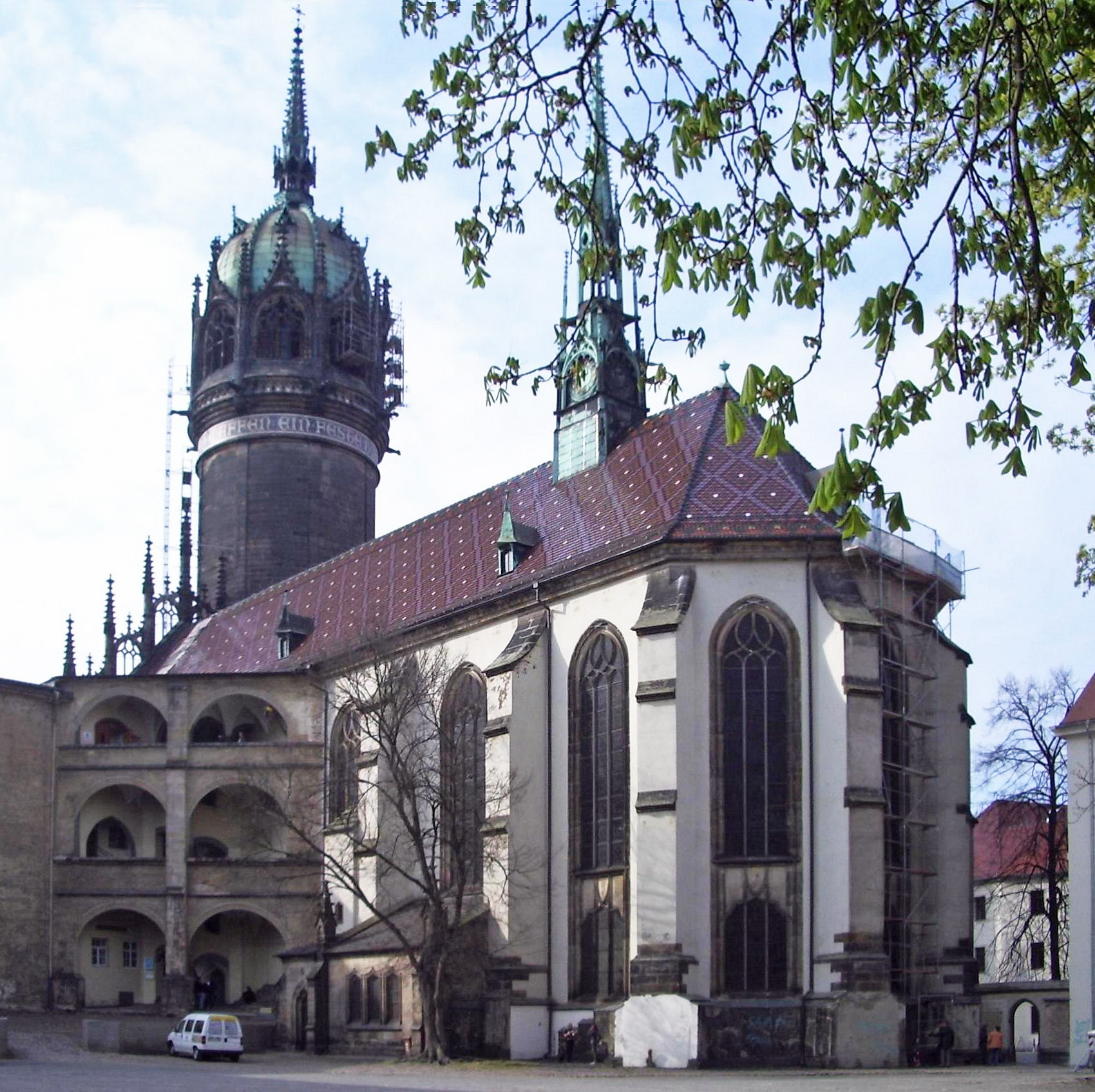
Evangelický zámecký kostel